# Raymond Priestley
Sir Raymond Edward Priestley (20 de Julho de 1886 – 24 de Junho de 1974) foi um geólogo e explorador  inglês da Antártida.

## Biografia
Raymond Priestley nasceu em Bredon, Tewkesbury, Gloucestershire, em 1886. Era o segundo filho de oito de Joseph Edward Priestley, mestre-escola do Colégio de Gramática de Tewkesbury, e de sua esposa Henrietta Rice. Frequentou a escola do seu pai e estudou aí um ano até ingressar no Colégio da Universidade de Bristol, onde estudou geologia entre 1905-07.

### Expedições antárcticas
Após completar o segundo ano de estudos, juntou-se, como especialista em geologia, na Expedição Nimrod (1907-09) liderada por Ernest Shackleton, à Antártida. Nesta expedição, teve a oportunidade de trabalhar com geólogos de renome como Edgeworth David e Douglas Mawson. Priestley recolheu minerais e amostras de líquens da região, em particular de ilhas no Mar de Ross, da face norte do vulcão do Monte Érebo, e de montanhas perto do Glaciar Ferrar. Fez parte da equipa avançada que instalou os depósitos de alimentos e combustível na tentativa, quase bem sucedida, de Shackleton ser o primeiro a atingir o Polo Sul, em 1909. Numa expedição em Novembro de 1908, devido a falta de espaço na tenda, Priestley passou três dias a dormir ao ar livre, no meio de uma tempestade de neve, no seu saco de dormir. Conforme a tempestade aumentava, começou a deslizar pelo glaciar e quase que morreu. No seu regresso da expedição, passou quatro meses em Inglaterra antes de ir para Sydney, na Austrália, para trabalhar com  Edgeworth David na elaboração do relatório geológico, publicado em 1914.
Priestley voltou à Antártida como membro da Expedição Terra Nova (1910-1913), liderada por Robert Falcon Scott, depois de ter sido recrutado por este, quando o Terra Nova atracou em Sydney. Três semanas depois de desembarcar no Cabo Evans, em Janeiro de 1911, Priestley e cinco outros membros, partiram no navio para explorar e realizar trabalhos científicos na Terra do Rei Eduardo VII a este, sob a liderança de Victor Campbell. Não conseguindo encontrar um local adequado para o desembarque, decidiram voltar para oeste com o objectivo de desembarcarem na Baía das Baleias. Quando aí chegaram a 3 de Fevereiro de 1911, encontraram o navio de Roald Amundsen, Fram, e a sua expedição já instalada. Não querendo acampar perto dos Noruegueses, Campbell decidiu explorar a costa da Terra de Vitória.
Depois de regressar ao Cabo Evans, e de relatar a presença de Amundsen a Scott, partiram para norte para a Terra de Vitória, onde instalaram uma cabana perto do local onde Carsten Borchgrevink, em 1898, acampou em Cabo Adare. Em Janeiro de 1912, um grupo de seis homens dirigiu-se para sul, para percorrer 322 km até à Baía Terra Nova, entre Cabo Evans e Cabo Adare, para aproveitar o período do Verão para efectuar trabalhos científicos. Tinham mantimentos para oito semanas, mas as suas tendas foram seriamente danificadas por uma forte ventania, e o Terra Nova não conseguiu entrar pelos blocos de gelo para recolher os homens como previsto. Verificando que teriam que passar o Inverno onde estavam, escavaram um pequeno buraco na neve, de 3 por 4 m, e aí permaneceram durante durante sete meses até ao fim do Inverno Austral, complementando as suas rações com carne de foca e pinguim.  Com dois dos membros doentes com enterite, deixaram este abrigo a 30 de Setembro de 1912 e caminharam durante cinco semanas. Afortunadamente, encontraram provisões deixadas pelo Grupo Ocidental no ano anterior. Acabaram por chegar em segurança ao Cabo Evans a 7 de Novembro de1912, onde foram informados da morte do Grupo Polar: Scott, Oates, Bowers, Edgar Evans e Wilson. 
Duranre a Primeira Grande Guerra, Priestley prestou serviço como adjunto no Centro de Treino de (1914-17), em França. Participou na tomada da Ponte Bridge, parte da linha de Hindenburg, na 137ª Brigada de Infantaria, pela qual recebeu a Cruz Militar.

### Pós-guerra
Depois da Guerra, obteve a patente de Major, e comandou a 46ª Companhia de Rádio de 1917-19. Foi destacado para o Ministéro da Guerra em 1919, para elaborar a história do serviço de rádio. A sua pesquisa e teorias sobre os glaciares na Antártida fizeram-no receber o Bacharelatoem Cambridge em 1920. No mesmo ano, foi um dos co-fundadores, com Frank Debenham, o ]]Instituto de Pesquisa Polar Scott em Cambridge. Em 1922, Priestley foi eleito sócio do Colégio Clare. Em 1924 entrou para a administração, tornando-se secretário do grupo de investigação e secretário-geral das instalações. A partir da década de 1930 até à sua reforma, passou por vários cargos académicos e governamentais na Austrália e Inglaterra. Foi Vice-Chanceler da Universidade de Melbourne de 1935 até à sua demissão em 1938, por uma questão de princípios após vários discussões com o Chanceler. Regressou ao Reino Unido para ser Vice-Chanceler e Chanceler da Universidade de Birmingham (1938-52). Após reformar-se em  1952, assumiu o cargo de Presidente da Comissão Real do Serviço Civil entre 1953-55 e Director-adjunto da Inspecção das Dependências das Ilhas Falkland (mais tarde designada por Inspecção Antárctica Britânica) entre 1955-58. Foi presidente da Associação Britânica para os Avanços da Ciência (1956). Voltou à Antártida em 1956 e 1959, e foi presidente da Real Sociedade Geográfica entre 1961–63. Priestley recebeu o título de Cavaleiro em 1949.
Casou com Phyllis Mary Boyd em Abril de 1915. Foi cunhado do seu colega de expedição Charles Seymour Wright e Thomas Griffith Taylor.